# Syngamia abnormalis
Syngamia abnormalis är en fjärilsart som beskrevs av Pieter Cornelius Tobias Snellen 1875. Syngamia abnormalis ingår i släktet Syngamia och familjen Crambidae. Inga underarter finns listade i Catalogue of Life.